# كياثون جماري
كياثون جماري (الاسم العلمي: Cyathea medullaris) هو نوع غير مؤكد من النبات يتبع جنس الكياثون من الفصيلة الكياثونية.